# Nils Lofgren
Ne doit pas être confondu avec Nils Löfgren.
Pour les articles homonymes, voir Löfgren.
Nils Lofgren est un chanteur et guitariste américain né le 21 juin 1951 à Chicago.

## Biographie
D'origine suédoise et italienne, Nils Lofgren naît le 21 juin 1951 à Chicago. Il commence sa carrière à l’âge de 17 ans au sein des groupes Crystal Mesh, The Shot, et Paul Dowell & The Dolphin.
Il rejoint rapidement le groupe de Neil Young et joue notamment du piano et de la guitare sur l’album platine After the Gold Rush en 1970.
Il enregistre ensuite avec son groupe Grin quatre albums (de 1971 à 1974), puis commence une carrière solo en 1975, tout en collaborant régulièrement aux albums de Neil Young et de son groupe le Crazy Horse.
Il rejoint en mai 1984 le E Street Band de Bruce Springsteen en remplacement du guitariste Steven Van Zandt et participe à plus de 150 concerts à travers le monde sur la tournée Born in the USA. Sa collaboration avec Bruce Springsteen se prolonge sur toutes les tournées et tous les albums où apparaît l'E Street Band, de Tunnel of Love (1987) jusqu'à The River Tour 2016 (2016) .

## Discographie

### Grin
- 1971 : Grin (Epic)
- 1972 : 1+1 (Spindizzy)
- 1973 : All Out (Epic)
- 1973 : Gone Crazy (A&M)

### Albums solo
- 1975 : Nils Lofgren (A&M)
- 1976 : Cry Tough (A&M)
- 1977 : I Came To Dance (A&M)
- 1978 : Night After Night (A&M)
- 1979 : Nils (A&M)
- 1981 : Night Fades Away (MCA/Backstreets)
- 1981 : Best of Nils Lofgren (A&M)
- 1982 : Rhythm Romance vinyl only, UK (A&M)
- 1983 : Wonderland (MCA/Backstreets)
- 1985 : Flip (CBS)
- 1986 : Code Of The Road, Live '85, Europe/Japan only (A&M)
- 1987 : Classics Vol. 14/Best Of Nils Lofgren (A&M)
- 1990 : Walk Don't Run, Best Of, UK only (Connissuer)
- 1991 : Silver Lining (Ryco)
- 1992 : Crooked Line (Ryco)
- 1993 : Every Breath, Soundtrack (Stampede)
- 1993 : Every Breath, with 4 track EP, diff. cover, w/ Lou Gramm, Dutch (SPV)
- 1993 : Every Breath, RE, diff cover (Vision)
- 1993 : Live On The Test, UK only (Windsong)
- 1994 : Code Of The Road, Live (Stampede)
- 1994 : Soft Fun, Tough Tears - Best Of w/ Grin, Australia only (Raven)
- 1995 : Damaged Goods (Pure)
- 1995 : Shine Silently, Best Of, Germany only (Spectrum)
- 1996 : Steal Your Heart, Best of, Dutch only (A&M)
- 1997 : Acoustic Live (Vision)
- 1997 : Archive Live, Live N.J. Stone Pony 1985 (A.A.)
- 1997 : Code Of The Road, RE, diff cover, Live 1985 (Right Stuff)
- 1998 : Acoustic Live, RE, diff. cover (Right Stuff)
- 1998 : Into the Night, Best Of, Germany Live (BMG)
- 1998 : Best Of A&M Years, Nils+Grin, Dutch only (Spectrum)
- 1998 : New Lives BBC, U.K. only (HUX)
- 1999 : Ultimate Collection, Best of (Hip-O)
- 2001 : Bootleg, 1975, Live (Vision)
- 2001 : Nils Lofgren, re-issue with 2 bonus tracks (A&M)
- 2001 : Nils, with 1 bonus track (A&M)
- 2001 : Flip, with 1 bonus track (CBS)
- 2001 : Breakaway Angel (Vision)
- 2002 : Tuff Stuff-The Best of the All-Madden Team Band (Vision)
- 2003 : Nils Lofgren Band Live (Vision)
- 2006 : Sacred Weapon (Vision)
- 2008 : The Loner, Nils Sings Neil (Vision)
- 2011 : Old School
- 2015 : UK 2015 Face The Music Tour (with Greg Varlotta)
- 2019 : Blue with Lou
- 2023 : Moutains (Cattle Track Road Records).

### Participations

#### avecBruce Springsteen
- 1985 : 	We Are The World + Trapped, Live (PGD)
- 1985 : 	Janey Don't You Lose Heart (CBS)
- 1986 : 	Live 75-85, Bruce and E Street Band (CBS)
- 1987 : 	Chimes Of Freedom (CBS)
- 1987 : 	Tunnel Of Love (CBS)
- 1988 : 	Folkways: Vision Shared-Woody Guthrie and Leadbelly (CBS)
- 1995 : 	Greatest Hits (CBS)
- 1995 : 	Blood Brothers, EP/video (CBS)
- 1996 : 	Rock and Roll Hall Of Fame-Live (CBS)
- 1999 : 	Tracks (CBS)
- 2001 : 	Live in N.Y.C (CBS)
- 2002 : 	The Rising (CBS/Sony)
- 2007 : 	Magic (CBS/Sony)
- 2008 : 	Magic 4-Track "Live" EP, avec Danny Federici, Alejandro Escovedo, Roger McGuinn, etc. (CBS/Sony)
- 2009 : 	The E Street Band Greatest Hits Walmart Special Only (CBS/Sony)
- 2009 : 	The E Street Band Greatest Hits version européenne (CBS/Sony)
- 2009 : 	Working on a Dream (CBS/Sony)
- 2012 : 	Wrecking Ball
- 2014 : 	High Hopes
- 2016, 2017 : 	The River Tour

#### avec d'autres
- 1970 : Neil Young, After the Gold Rush (Reprise)
- 1971 : Big Mouth, Big Mouth, Stu Gardner (Spindizzy)
- 1971 : Crazy Horse, avec Danny Whitten, Crazy Horse (Reprise)
- 1971 : Stephen Stills, Stills 2 (Atlantic)
- 1972 : Jerry Williams, Jerry Williams (Spindizzy)
- 1974 : Kathi McDonald,	Insane Asylum (Capitol)
- 1975 : Neil Young, Tonight's the Night (Reprise)
- 1976 : Charlie and the Pep Boys, Daddy's Girl (A&M)
- 1978 : Tim Curry, Read My Lips (A&M)
- 1978 : Peter C. Johnson, Peter Johnson (A&M)
- 1979 : Tears,	Tears (MCA/Backstreets)
- 1981 : John Guernsey,	Rocketville (Sub)
- 1982 : Neil Young, Trans (Geffen)
- 1986 : Jam '86 (benefit), Various (Arista)
- 1986 : John Eddie, John Eddie (Epic)
- 1986 : Rod Stewart, Rod Stewart (WB)
- 1987 : Bob Seger, Christmas Album, "Little Drummer Boy" (A&M)
- 1987 : Lou Gramm, Ready Or Not (Atlantic)
- 1988 : Steve Forbert, Streets (Geffen)
- 1989 : Lou Gramm, Long Hard Look (Atlantic)
- 1989 : New Keys, Everything Goes (Top)
- 1989 : Shankar/Etidemics, Eye Catcher (Japan Records)
- 1990 : Brother's Figaro, Gypsy Beat (Geffen)
- 1990 : Ringo Starr, All Starr's with "Shine Silenty", + 4 trk. bonus EP (Ryco)
- 1993 : Patti Scialfa, Rumble Doll (CBS)
- 1993 : Ringo Starr, All Starr's, Vol. 2 with "Walkin' Nerve" (Ryco)
- 1993 : Neil Young, MTV Unplugged (Reprise)
- 1994 : Branford Marsalis, Buckshot LeFonque (CBS)
- 1995 : Red Henry, Gravity (?)
- 1996 : Carl Perkins, Go Cat Go! (Dinosaur)
- 1996 : The Kennedys, Life Is Large (Philo)
- 1996 : Linda Dunn, Linda Dunn (Prime)
- 1996 : Tommy Lepson, Ready For This (Big Mo)
- 1996 : Vicki Childs, Middle Of The Night (?)
- 1997 : Bob McGrath, Sing Me A Story (?)
- 1997 : Danny Federici,	Flemington (BMG)
- 1997 : Lincoln, Lincoln (Slash)
- 1999 : Bobby Manriquez, Another Shade of Blue (?)
- 2001 : Ringo Starr, Anthology...So Far, "Shine Silently", "Walkin' Nerve" (EMG)
- 2004 : Patti Scialfa, 23rd Street Lullaby (CBS/Sony)
- 2005 : Bobby Manriquez, Praying The Blues (BM Records)
- 2006 : Jerry Lee Lewis, Last Man Standing (Arista) - pedal steel sur Sweet Sixteen
- 2007 : Patty Scialfia, Play It As It Lays (CBS/Sony)
- 2021 : Neil Young & Crazy Horse, Barn (Reprise)
- 2022 : Neil Young & Crazy Horse, World Record (Reprise)